# منزل كامل
منزل كامل هي إحدى قرى الساحل التونسي تتبع إداريا معتمدية جمال من ولاية المنستير، وتبعد عن مركز الولاية ب30 كلم. وتشكل بلدية بها 7882 نسمة طبقا لإحصاء 2004. تعتمد منزل كامل في اقتصادها على الفلاحة، كما اشتهرت خاصة بتجارة قطع غيار السيارات. كما توجد بها سوق أسبوعية تنتظم كل يوم أحد. أما من حيث التعليم، فتوجد بها مدرستان ابتدائيتان والأفضل مدرسة الحبيب بورقيبة، ومعهد ثانوي.

## أعلام
- عدنان منصر
- حمدي النقاز

## وصلات خارجية
المدرسة التحضيرية بمنزل كامل